# Con người sống bằng gì (hoạt hình)
Con người sống bằng gì (tiếng Nga: Чем люди живы) là một bộ phim hoạt hình, có yếu tố giả tưởng của đạo diễn Nadezhda Mikhailova, ra mắt lần đầu năm 2010.
Truyện phim dựa theo tiểu thuyết cùng tên của nhà văn Lev Tolstoy.

## Ê-kíp
- Chỉ đạo nghệ thuật: Ye.Trapeznikova
- Họa sĩ: A.Melnichenko, A.Smirnov, Maria Parfenova, Natalia Naumova, Sergey Zubakin
- Âm thanh: Timur Maksimov

## Vinh danh
- Bộ phim được lựa chọn trình chiếu tại Liên hoan Suzdal (2011)